# Piano stride
Genres dérivés
Kansas City jazz
Le piano stride ou Harlem stride est un genre musical de piano jazz ayant émergé vers 1919 à Harlem, aux États-Unis. Hérité du ragtime, dont il tire ses bases, le stride utilise beaucoup plus d'improvisation que son prédécesseur et se base sur le rythme du swing. C'est un style assez difficile à maîtriser : la main gauche effectue une « pompe » -anglais : stride), c'est-à-dire qu'elle saute typiquement entre une note basse et un accord pour établir la pulsation et le fondement harmonique ; la main droite improvise des éléments mélodiques rapides et syncopés. 
Le stride, au même titre que le jazz en général, puise toute son essence dans la musique blues ce qui le distingue du ragtime ou du novelty piano.

## Histoire
Les premiers pianistes de stride sont James P. Johnson (surnommé le « père du piano stride ») et Luckey Roberts. Leur style est repris et développé par Willie « The Lion » Smith, Fats Waller et Donald Lambert, qui créèrent leurs styles propres et poussèrent le stride a son sommet. Duke Ellington et Count Basie, au début de leur carrière, pratiquaient le stride.
Parmi les autres grands noms du style stride, actifs dès les années 1930 ou 1940, citons Cliff Jackson, Don Ewell (en), Dick Wellstood (en), Pat Flowers, Claude Hopkins, Ralph Sutton (en), Johnny Guarnieri, et Joe Turner qui est l'un des derniers survivants de la première génération. Depuis, des pianistes comme Dick Hyman, Mike Lipskin (en), Stephanie Trick (en), Butch Thompson (en), Rossano Sportiello, Bernd Lhotzky, Mike Goetz et, en France, Louis Mazetier, Philippe Bas (de), Alain Barrabès, Philippe Souplet, Matthieu Roffé, Olivier Lancelot perpétuent le style stride.
En 2020, le batteur Guillaume Nouaux réunit sept des plus grands spécialistes internationaux du piano stride de notre époque dans l'album Guillaume Nouaux and the Stride Piano Kings. On peut y entendre : Louis Mazetier (France), Bernd Lhotzky (Allemagne), Chris Hopkins (États-Unis), Luca Filastro (Italie), Harry Kanters (Pays-Bas), Alain Barrabès (France), Rossano Sportiello (Italie).

## Influence
Le stride a influencé les grands pianistes de l'ère swing, comme Earl Hines, Teddy Wilson, Art Tatum, Ray Charles ou encore Thelonious Monk, qui utilisaient cette technique régulièrement en solo.
Cette technique est également utilisée par des musiciens de jazz moderne dans certains contextes : Jaki Byard, Herbie Hancock et Chick Corea, Keith Jarrett, Martial Solal, etc. intègrent également des éléments de stride en solo.

## Morceaux notables
- James P. Johnson : Carolina Shout, The Mule Walk (Mule Walk Stomp), Harlem Strut
- Fats Waller : Handful of Keys (en), Alligator Crawl, Valentine Stomp, Smashing Thirds
- Willie « The Lion » Smith : Finger Buster